# Alberto Magnaghi
Alberto Magnaghi est un cartographe italien né le 2 juin 1874 à Casale Monferrato et décédé le 3 décembre 1945 à Turin.

## Biographie
Il devient professeur à l'université de Palerme en 1925 et à celle de Turin en 1929. Il est l’auteur de diverses études sur les navigateurs italiens, notamment Amerigo Vespucci, dont les lettres sont largement retranscrites dans le code Vaglienti, conservé à la Bibliothèque Riccardiana à Florence.
Selon sa théorie, Vandino et Ugolino Vivaldi auraient tenté, dans leur malheureux voyage, de rejoindre l'Asie par l'ouest.

## Principales œuvres
- (it) Le "Relazioni Universali" di Giovanni Botero e le origini della statistica e dell'antropogeografia, Turin, Clausen, 1906.
- (it) Il problema dell'origine delle sorgenti, da Cartesio (1639) a Vallisnieri (1725), Rocca S. Casciano et Cappelli, 1911.
- (it) D'Anania a Botero: a proposito di una "fantasia" storico-geografica sul Cinquecento, Cirié, Giovanni Capella, 1914.
- (it) Geographi italici maiores, Florence, Liberia della Voce, 1916.
- (it) … La geografia è in cammino, Cirié, Giovanni Capella, 1918.
- (it) Amerigo Vespucci: studio critico, con speciale riguardo ad un nuova valutazione delle fonti e con documenti inediti tratti dal Codice Vaglienti (Riccardiano 1910), vol. 2, Rome, A.G.A.R., 1924.
- (it) Il planisfero del 1523 della Biblioteca del Re in Torino: la prima carta del mondo construita dopo il viaggio di Magellano : unica copia conosciuta di carta generale ad uso dei piloti dell'epoca delle grandi scoperte, Florence, O. Lange, 1929.
- (it) Processo e condanna di Giovanni Botero, Turin, Accademia delle scienze, 1936.
- (it) Questioni colombiane, Naples, L. Loffredo, 1939.
- (it) Amerigo Vespucci primo scopritore del Brasile, Turin, R. Accademia delle scienze, 1941.